# Jeon
Le jeon (hangul : 전, également transcrit en jun ou chon) est un type de buchimgae faisant partie des banchan, plats d'accompagnement. Il est également appelé jeonyueo ou jeonyuhwa, en particulier dans la cuisine de la cour royale coréenne. Quelquefois, jeonya (저냐) est utilisé comme abréviation pour les deux. Le jeon est fait de différents ingrédients tels que des morceaux de viande, de la volaille, des fruits de mer, des végétaux ou des champignons en fonction du style, et mélangé avec de la pâte à crêpe à laquelle on ajoute parfois un panage d’œuf et que l'on cuit alors à l'huile.

## Genres

### Viande
- Yukjeon (육전 肉煎), fait de lambeaux de bœuf
- Wanjajeon (완자전) ou wanja (완자), jeon en forme de petite boules comprenant du bœuf émincé, du tofu et des végétaux, pannés avec une pâte à base de farine et d’œuf
- Ganjeon (간전), fait de foie de bœuf
- Cheonyeopjeon (처녑전), fait d'omasum

### Fruits de mer

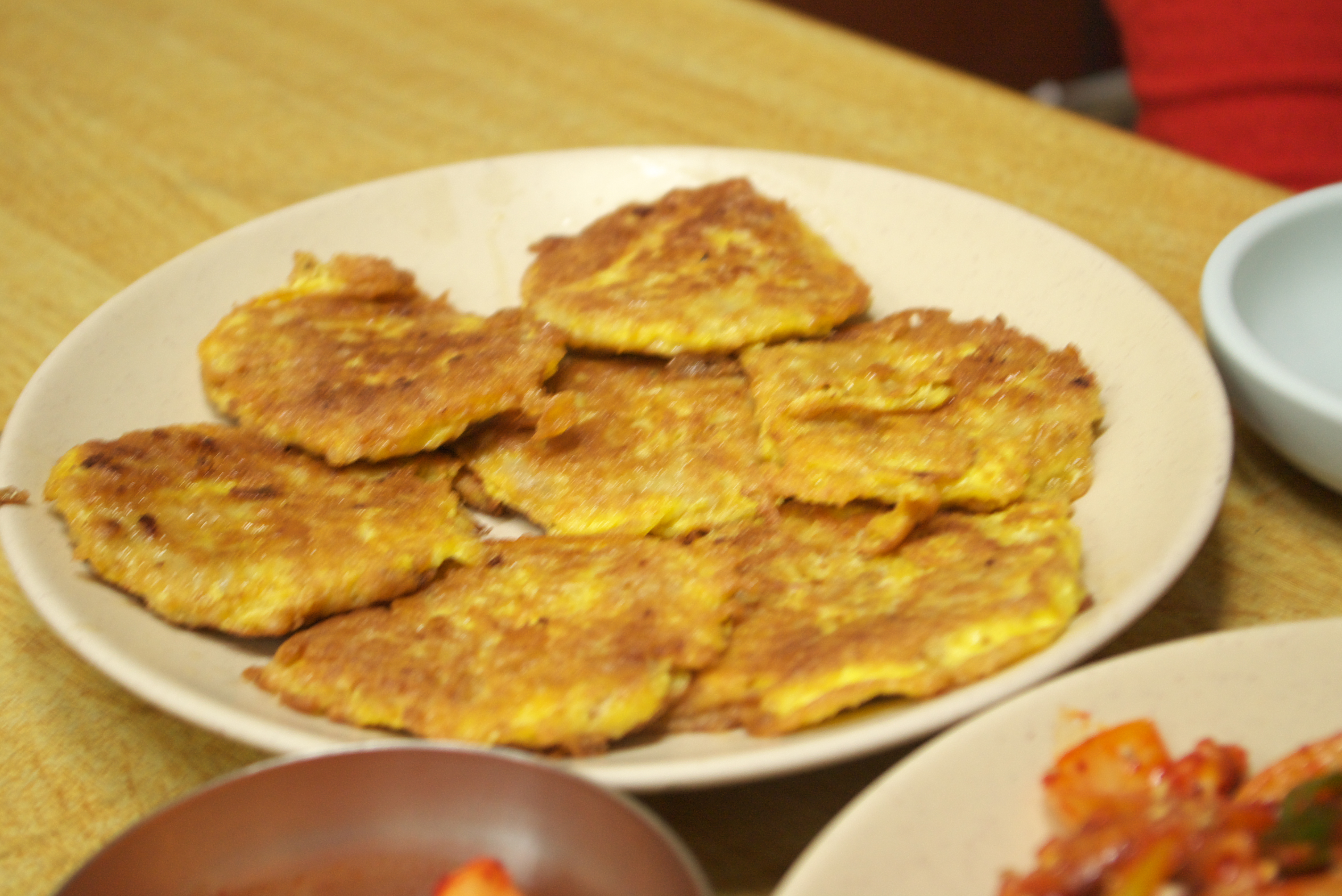
Saengseonjeon.

Saengseonjeon (생선전 生鮮煎) est un terme générique pour tous les  jeon contenant du poisson. Les poissons blancs y sont généralement préférés. Tandis que le haemul jeon (해물전 海物煎) inclut du jeon auquel on ajoute des paeryu (패류 coquillages), crevettes et pieuvres en plus du poisson.
- Mineojeon (민어전 民魚煎), contenant du sciaenidae
- Daegujeon (대구전 大口煎), avec de la morue du Pacifique
- Guljeon (굴전), contenant des huitres
- Daehajeon (대하전 大蝦煎), contenant des dendrobranchiata
- Saewoojeon (새우전), à base de crevettes

### Végétaux et champignons
- Kimchijeon (김치전), avec du kimchi

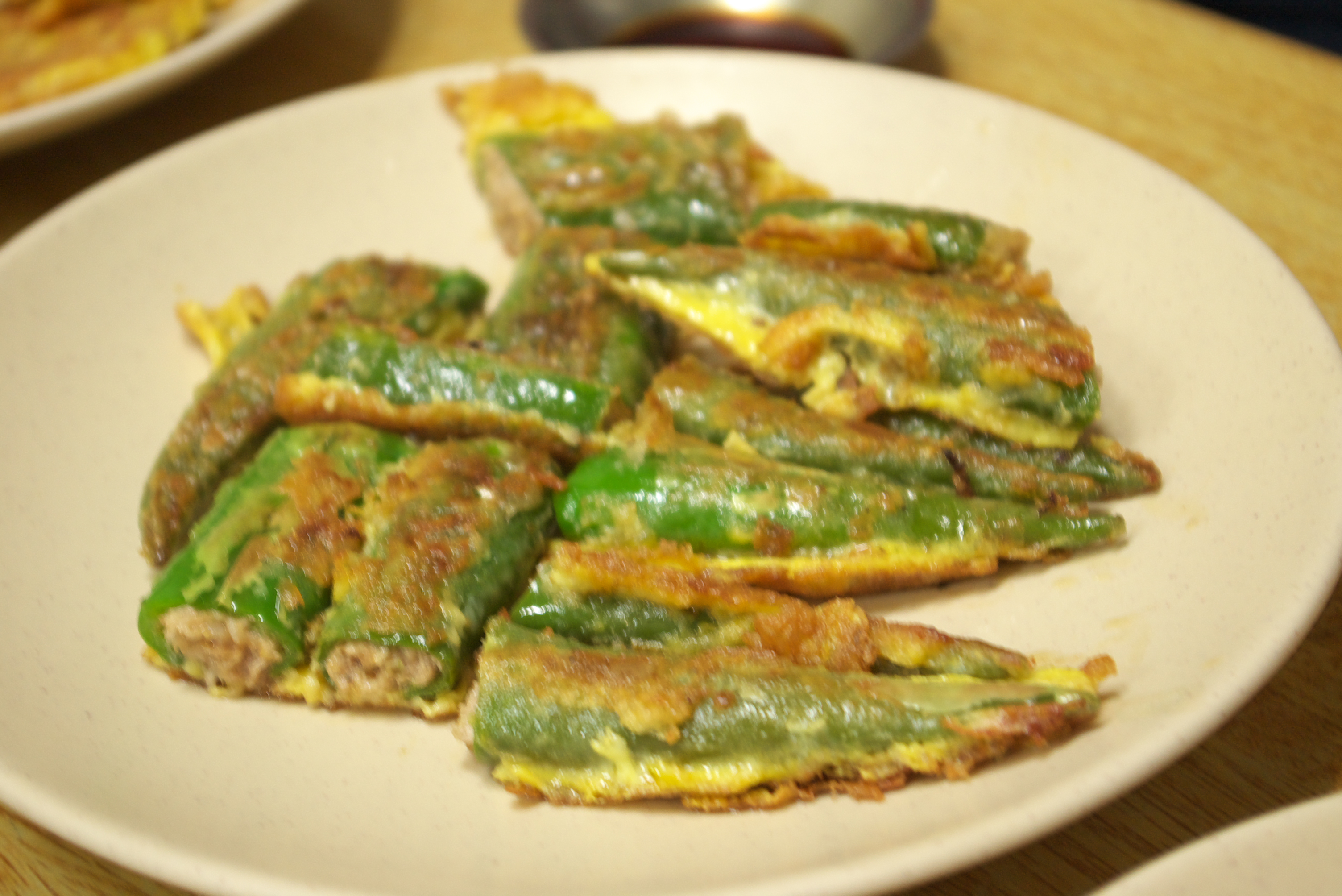
Gochujeon aux piments.

- Pajeon (파전), avec de la ciboulette
- Gamjajeon (감자전), avec de la pomme de terre découpée
- Hobakjeon (호박전), avec de la courge
- Yeongeunjeon (연근전), avec de la racine de lotus
- Gochujeon (고추전), avec des piments
- Gajijeon (가지전), avec de l'aubergine
- Deodeokjeon (더덕전), avec du deodeok (codonopsis lanceolata)
- Gosarijeon (고사리전), avec de la fougère
- Pyogojeon (표고전), avec des lentins et du bœuf[1]

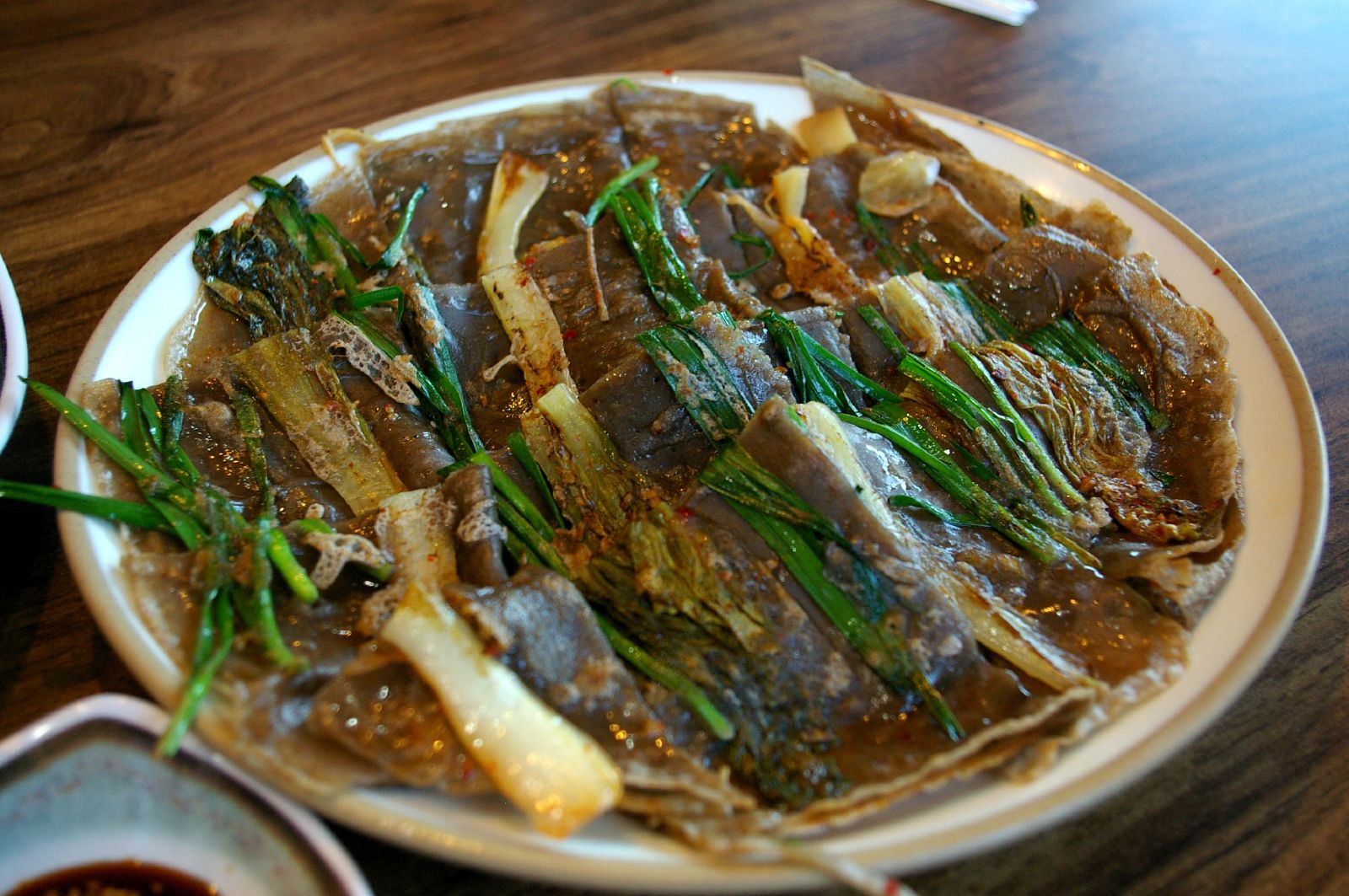
Memiljeon.